# 머더웰

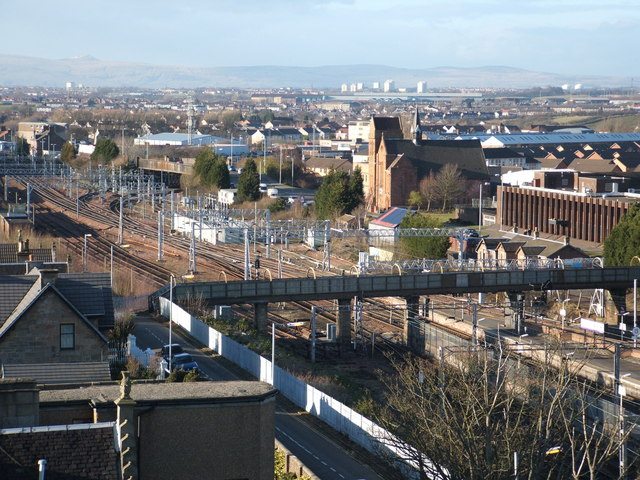
머더웰

머더웰(Motherwell)은 스코틀랜드 노스래너크셔의 도시로, 인구는 30,311명이다.